# Luigi Muzzi
Luigi Muzzi (Prato, 4 febbraio 1776 – Firenze, 15 marzo 1865) è stato un letterato, filologo ed epigrafista italiano.
Fu l’ideatore di una metodologia per insegnare a leggere e scrivere basata sulle sillabe, il cosiddetto metodo fonico.

## Biografia
Figlio di Giovanni, medico comunale, e di Carlotta Cantini, Muzzi frequentò il Collegio Cicognini di Prato fino al 1792, quando decise di abbandonare gli studi.
Nell’aprile del 1795 fu obbligato dal padre a entrare nell’esercito toscano, in un reggimento di stanza a Siena, da cui disertò due anni dopo, nell’aprile del 1797.
Decise di riparare a Bologna dove, senza mezzi per sostentarsi, si arruolò per un breve periodo nel corpo degli ussari della Repubblica cisalpina, continuando allo stesso tempo a studiare da autodidatta.
Muzzi abbandonò nuovamente la carriera militare quando, nella primavera del 1798, sposò Maria Camilla Gerra, da cui ebbe nove figli. Nello stesso anno trovò il suo primo impiego come segretario di Antonio Lei, commissario per la polizia generale del dipartimento del Reno.
Nel maggio del 1799 tornò brevemente in Toscana, a Firenze, poiché l’occupazione francese della regione aveva fatto decadere il reato di diserzione di cui Muzzi si era reso protagonista nel 1797. In seguito alla cacciata delle truppe francesi avvenuta il 22 luglio 1799, Muzzi fu però arrestato e processato sia come disertore sia per aver preso parte a una sommossa popolare filofrancese. Nel novembre di quello stesso anno fu condannato al confino a Portoferraio, nell’Isola d’Elba, da cui riuscì a fuggire nel giugno del 1800, dopo essersi nascosto in una barca che traghettava alcuni detenuti liberati.
Muzzi tornò quindi a Bologna, dove dal 1802 al 1804 fu impiegato come copista nell’Istituto di scienze, lettere ed arti.
Nel 1808 succedette a Pietro Giordani in qualità di pubblico ripetitore di eloquenza italiana e latina all’Università di Bologna e, per un breve periodo, fu anche professore di belle lettere.
L’11 maggio 1824 venne eletto socio corrispondente dell’Accademia della Crusca, alla quale nei decenni successivi tentò di essere ammesso come socio ordinario, incontrando però la ferma opposizione di vari accademici.
Gli anni seguenti furono caratterizzati da diversi problemi con la giustizia: il 4 agosto del 1828 Muzzi fu infatti arrestato per essersi opposto all’ufficiale giudiziario che gli aveva notificato un’ingiunzione di sfratto. Attese di essere processato rimanendo in prigione fino al 14 ottobre dello stesso anno, quando venne rilasciato: dopo un periodo di domicilio coatto, fu nuovamente tradotto in carcere nel giugno del 1829, per essere definitivamente liberato l’11 agosto grazie all'intervento del legato pontificio cardinale Tommaso Bernetti, anche se la sentenza di piena assoluzione arrivò solo il 22 novembre.

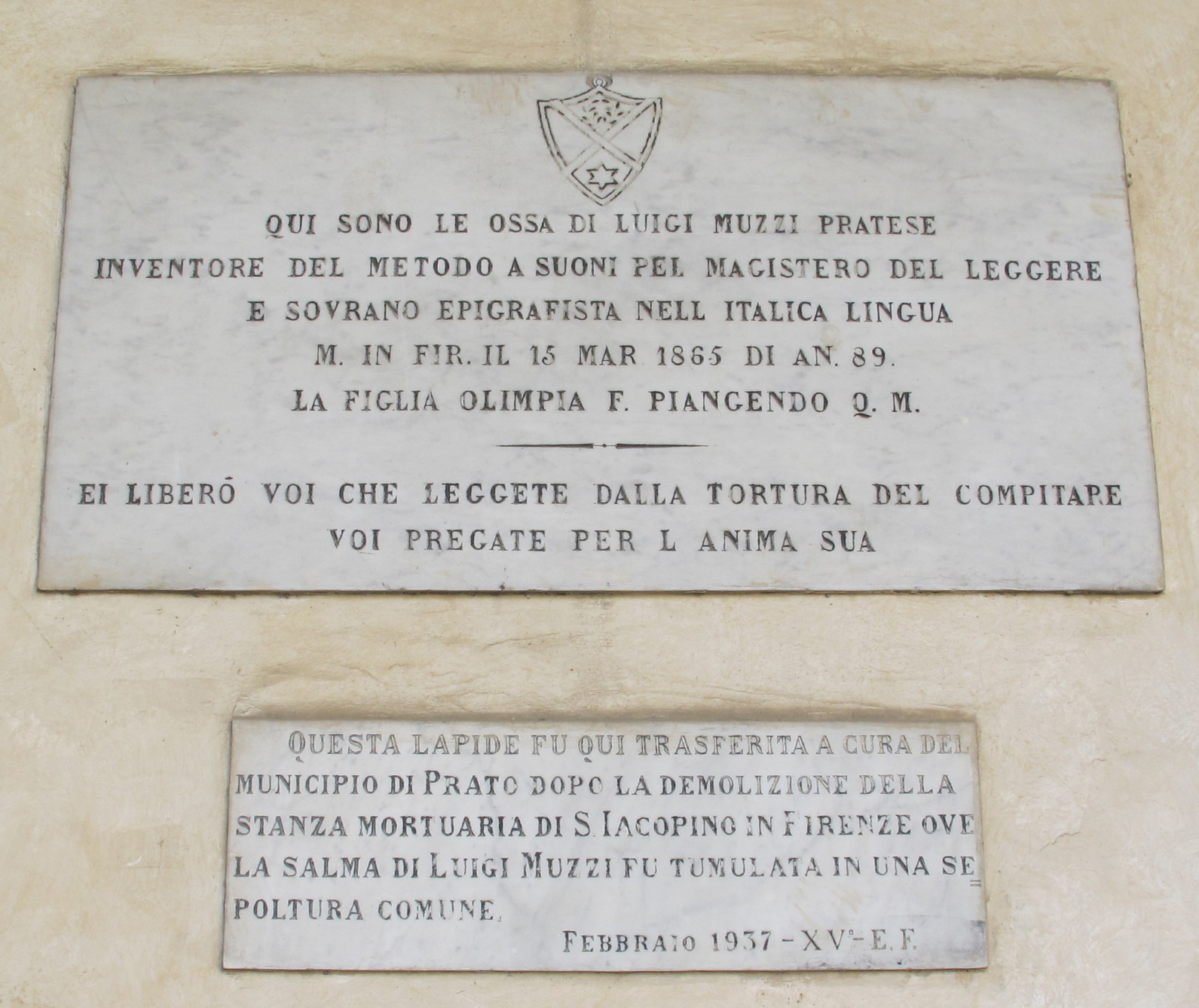
L'iscrizione funebre di Luigi Muzzi posta nel chiostro della chiesa di San Domenico a Prato

Il 19 luglio del 1831 Muzzi fu incarcerato di nuovo, stavolta in seguito a una querela da parte di un magistrato che era stato l’oggetto di un suo foglio polemico risalente a febbraio. Dopo aver subito, in questa occasione, anche il sequestro di tutti gli scritti che si trovavano nella propria casa, Muzzi venne rilasciato il 9 agosto.
Nel 1839 decise di ritornare in Toscana e si stabilì a Firenze, dove il 22 maggio 1842 divenne coadiutore per le lingue orientali nella Biblioteca Medicea Laurenziana, una carica dalla quale si ritirò tre anni dopo, nel 1845.
Muzzi partecipò ai moti insurrezionali del 1848 e venne designato dal Governo provvisorio di Toscana come proprio rappresentante a Costantinopoli, un ruolo che non riuscì però a esercitare a causa della ricostituzione del Granducato.
Durante gli ultimi anni di vita, Muzzi fu afflitto sia da una situazione economica precaria sia da seri problemi di salute, forse riconducibili a una frattura del femore avvenuta nel 1853 e mai del tutto guarita. Morì il 15 marzo 1865.

## Opere principali
Nonostante una vita intensa e movimentata, caratterizzata da diversi problemi con la giustizia e da precarietà, Muzzi fu un letterato estremamente prolifico e attivo in molteplici campi e discipline.
Di tutta la sua produzione letteraria, quella epigrafica è la più corposa: alla pubblicazione di Iscrizioni trecento (Prato 1827), Muzzi fece infatti seguire altre sette centurie (Forlì 1828, Prato 1829, Bologna 1832, Prato 1834, Padova 1836, Bologna 1838, Firenze 1846). Tra gli scritti epigrafici si distingue in particolare L’innamorata del sole. Iscrizioni (Firenze 1842), che raccoglie ventiquattro iscrizioni composte per una giovane internata nell’ospedale della Salpêtrière di Parigi.
In aggiunta a questa attività, Muzzi fu anche filologo, curatore di testi e traduttore; studiò inoltre alcuni peculiari aspetti delle opere di Dante e Petrarca e si interessò di lessicografia, anche dal punto di vista metodologico. Un altro suo interesse fu la didattica, che lo portò a elaborare un metodo di insegnamento della lettura basato non sull’alfabeto ma sulle sillabe, che testò in un primo momento con i propri figli per applicarlo poi durante gli anni di insegnamento. Tale sistema è esposto nel testo Del metodo fonico per il magistero del leggere e scrivere (Bologna 1827).
Testi curati e traduzioni
- Velleio Patercolo, Le storie, Bologna, 1808;
- Fioretti di s. Francesco, Bologna, 1817;
- Domenico Cavalca, Specchio di croce, Bologna, 1819;
- Benedetto Menzini, Dell’invidia de’ letterati, Bologna, 1820;
- Lorenzo Magalotti, Delle lettere famigliari contro l’ateismo, Bologna, 1820-23;
- Anton Maria Salvini, Discorsi, Bologna, 1821;
- Guido da Pisa, Fiore d’Italia, Bologna, 1824;
- L’Ottimo commento della Divina Commedia, Pisa, 1827-29;
- Tre epistole latine di Dante, Bologna, 1845.

Saggi
- Saggio sulle permutazioni della italiana orazione, Milano, 1811;
- Nuovo spoglio di vocaboli tratti da autori citati dagli Accademici della Crusca, Bologna, 1813;
- Della grammatica della lingua italiana, Bologna, 1819;
- Picciola rivista al gran dizionario della lingua italiana che si stampa in Bologna, Bologna, 1819;
- Nuovo metodo di imparare a leggere e a scrivere, Bologna, 1820;
- Sopra un luogo del Petrarca e per incidenza sulla proposta del sig. cav. Vincenzo Monti, Bologna, 1823;
- Sopra un luogo del Petrarca nella canzone a Nostra Donna, Bologna, 1823;
- Epistola contenente la nuova esposizione di un luogo del Petrarca e di alcuni di Dante, Bologna, 1825;
- Sopra alcuni luoghi della Divina Commedia, Forlì, 1830;
- Sul verso di Dante «Poscia più che il dolor poté il digiuno», Forlì, 1830;
- Adiettivario o sia Vocabolario degli adiettivi propri, Padova, 1831;
- Per un diverso sistema di compilare i vocabolari, Firenze, 1851;
- Sillabario secondo il metodo fonico pel magistero di leggere e scrivere, Firenze, 1863.

Poesie e raccolte
- Saggio di rime prose e iscrizioni, Bologna, 1825;
- Giulietta e Romeo, Firenze, 1842.